# 住友沙来
住友 沙来（すみとも さら、2007年1月5日 - ）は、日本の女優。神奈川県出身。スターダスト制作3部に所属

## 出演

### 映画
- ギャングース（2018年11月23日公開、キノフィルムズ）
- 糸（2020年8月21日公開、 東宝） - 後藤弓（中学時代） 役
- 耳をすませば（2022年10月14日公開、ソニー・ピクチャーズエンタテインメント/松竹） - 原田夕子（中学時代） 役

### テレビドラマ
- ラジエーションハウス〜放射線科の診断レポート〜（2019年、 フジテレビ）
- ９５ 第9話（2024年6月3日、テレビ東京） - 星城学院生徒 役
- 離婚弁護士 スパイダー Season2 〜偽りと裏切り編〜 第4話（2025年〈予定〉、日本テレビ） - 一ノ宮紗織（学生時代） 役